# Semiothisa ancillata
Semiothisa ancillata är en fjärilsart som beskrevs av W. Warren 1899. Semiothisa ancillata ingår i släktet Semiothisa och familjen mätare. Inga underarter finns listade i Catalogue of Life.